# Carneodon meyricki
Carneodon meyricki är en skalbaggsart som beskrevs av Blackburn 1896. Carneodon meyricki ingår i släktet Carneodon och familjen Dynastidae. Inga underarter finns listade.